# Albert Tanner (Schauspieler)
Albert «Böbes» Tanner (* 12. Oktober 1941; † 3. Oktober 2013) war ein Schweizer Theater- und Filmschauspieler.

## Leben
Tanner studierte Schauspiel in Zürich. Danach war er am Staatstheater Darmstadt engagiert. Er trat später vor allem in Tournee- und Gastspielproduktionen auf, sowohl in Deutschland als auch in der Schweiz. Ab den 1990er Jahren spielte er auch in kleinere Rollen in Filmen mit. Ab 1995 spielte er regelmässig an der Zürcher Märchenbühne. Ab 1998 am Bernhard-Theater.

## Filmografie
- 1991: Karl
- 1997: Beichtstuhl der Begierde
- 2004: Strähl
- 2004: Sternenberg
- 2007: Tell
- 2008: Das Geheimnis von Murk
- 2008: Eine bärenstarke Liebe
- 2012: Parvaneh (Kurzfilm)
- 2014: Scrabble (Kurzfilm)[2]

## Theaterstücke
- 1998: Alles uf Chrankeschii (Bernhard-Theater)
- 1998: Rente Gut – Alles Gut! (Bernhard-Theater)
- 2000: Es Joghurt för Zwei (Bernhard-Theater)
- 2001: Gäld wie Heu! (Bernhard-Theater)
- 2002: fix und fertig (Bernhard-Theater)
- 2004: Alles erfunde! (Bernhard-Theater)
- 2009, 2011: Die kleine Niederdorfoper (Schauspielhaus Zürich)